# Flight Management System

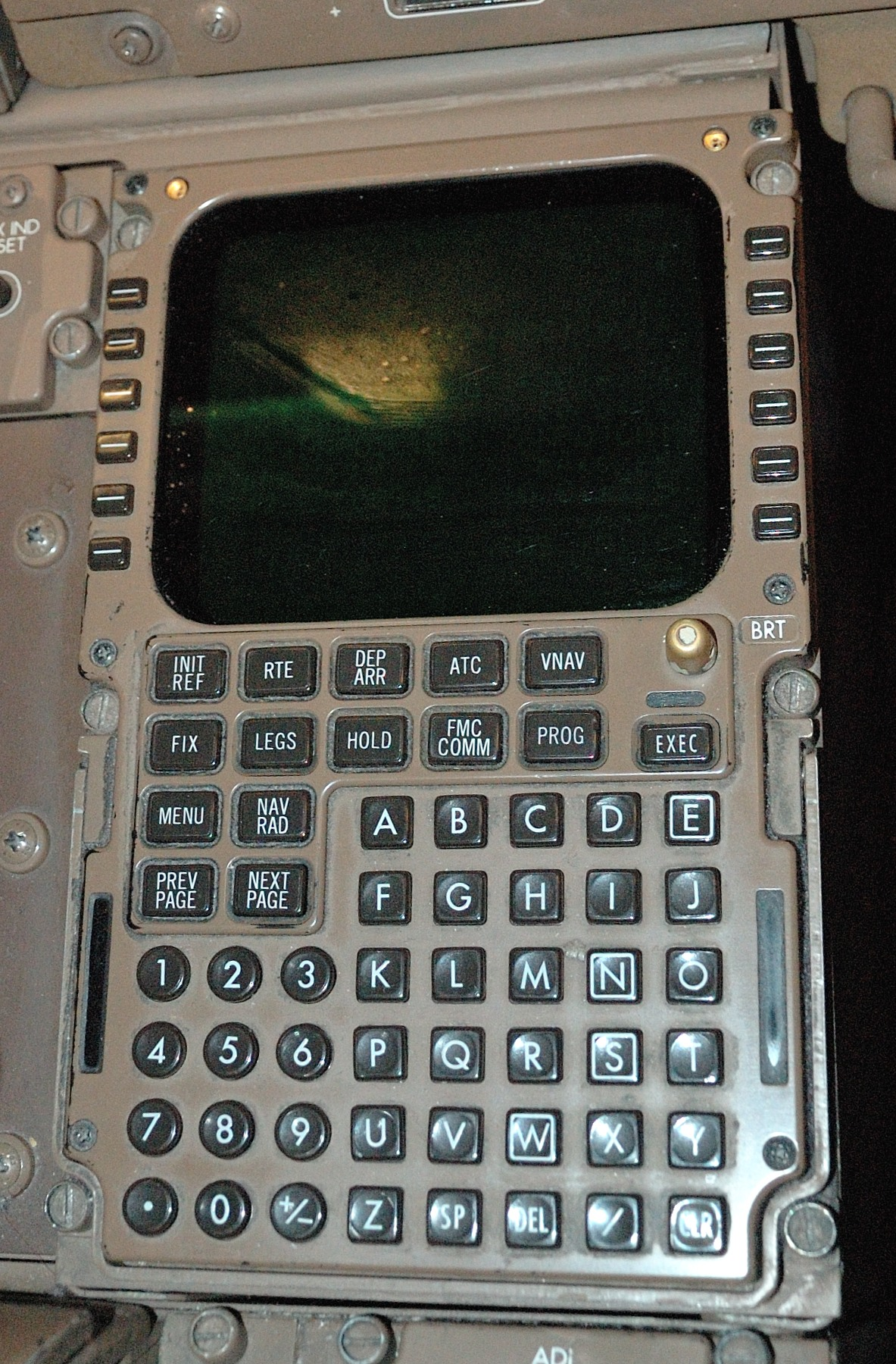
Honeywell Pegasus FMS

Flight Management System (FMS) – wyspecjalizowany, zintegrowany z autopilotem i systemami nawigacyjnymi, system sterowania lotem, umożliwiający zautomatyzowanie szeregu czynności związanych z obsługą i kontrolą systemów samolotu. Jest podstawowym elementem nowoczesnej awioniki. Po raz pierwszy został zastosowany w samolotach Boeing 767.
Jednostką centralną FMS jest system komputerowego sterowania lotem, Flight Management Computer System (FMCS), który na bieżąco zbiera informacje o funkcjonowaniu wszystkich systemów i urządzeń samolotu, i wyświetla je na umieszczonych przed pilotami monitorach. FMCS ma możliwość automatycznej diagnostyki samolotu. 
FMS służy również do opracowania trasy lotu. W swej pamięci posiada aktualizowaną bazę danych nawigacyjnych, wśród których są informacje o lotniskach, punktach trasowych, częstotliwościach stacji radarowych. Po podaniu punktów odlotu i przylotu oraz punktów trasowych, system może ustawić właściwy kurs.
FMS steruje również radiem, ciągiem silników i wychyleniami powierzchni sterowych. Zintegrowany z autopilotem i systemami nawigacyjnymi może sterować samolotem utrzymując zaprogramowaną wysokość, prędkość i kurs. Istnieje możliwość takiego zaprogramowania FMS w niektórych samolotach, że wylądują one zupełnie samodzielnie.